# فلیتوود مک
فلیتوود مک (به انگلیسی: Fleetwood Mac) گروه موسیقی راک آمریکایی-بریتانیایی است که در سال ۱۹۶۷ به‌وسیلهٔ گیتاریست/خواننده پیتر گرین در لندن شکل گرفت. گرین میک فلیتوود (درامر)، جرمی اسپنسر (گیتاریست و خواننده) و باب برانینگ (بیسیست) را به خدمت گرفت و جان مک‌وی چند هفته پس از نخستین حضور عمومی گروه در جشنواره ملی جاز و بلوز در ویندزور در سال ۱۹۶۷ جایگزین برانینگ شد. این گروه در سال ۱۹۶۸ با اضافه‌شدن گیتاریست و خواننده دنی کیروان به یک گروه پنج نفره تبدیل شد.
فلیتوود مک بیش از ۱۲۰ میلیون آلبوم در سراسر جهان فروخته است و به یکی از پرفروش‌ترین گروه‌های موسیقی جهان تبدیل شده است. در سال ۱۹۷۹، آن‌ها با دریافت ستاره‌ای در پیاده‌روی مشاهیر هالیوود مفتخر شدند. در سال ۱۹۹۸، نام آن‌ها وارد پیاده‌روی مشاهیر هالیوود شد و جایزه بریت برای مشارکت برجسته در موسیقی را دریافت کردند. در سال ۲۰۱۸، فلیتوود مک جایزه‌ای را از آکادمی ملی علوم و هنرهای ضبط به پاس دستاورد هنری خود در صنعت موسیقی و تعهد به بشردوستی دریافت کرد.
بیل کلینتون در مبارزات انتخاباتی خود آهنگ Don't Stop این گروه را برای شعار انتخاباتی خود برگزید.

## نگارخانه

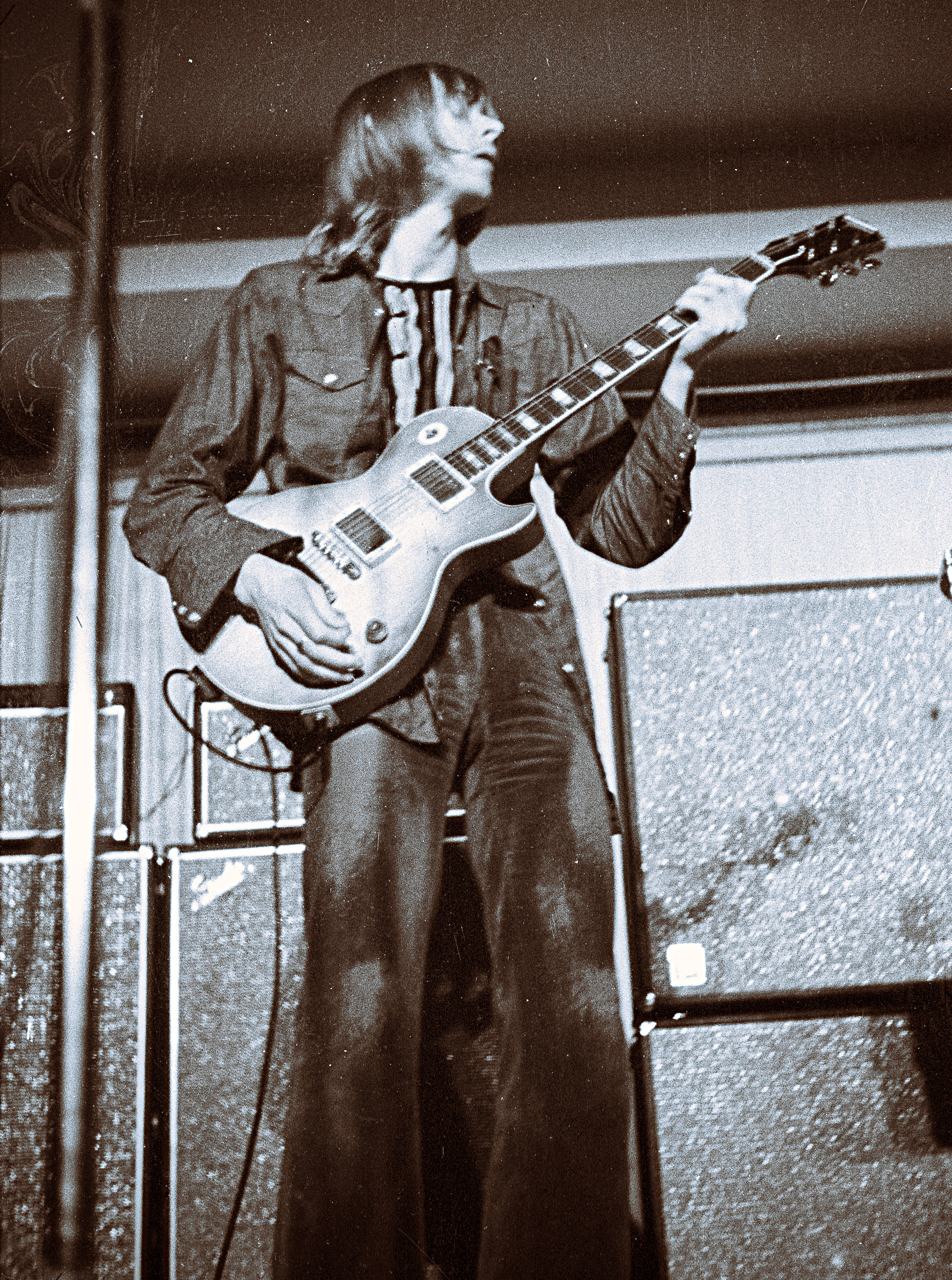
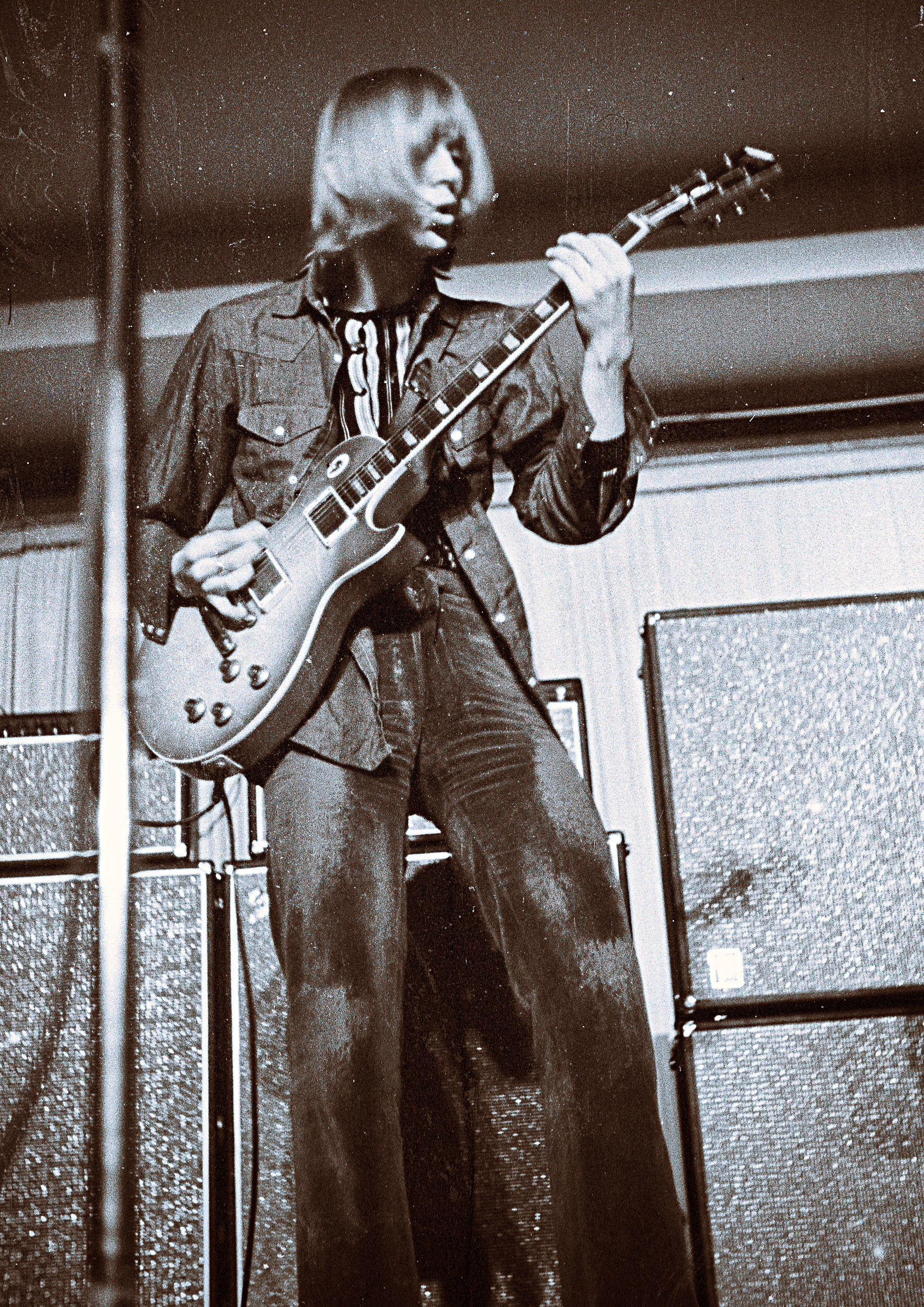
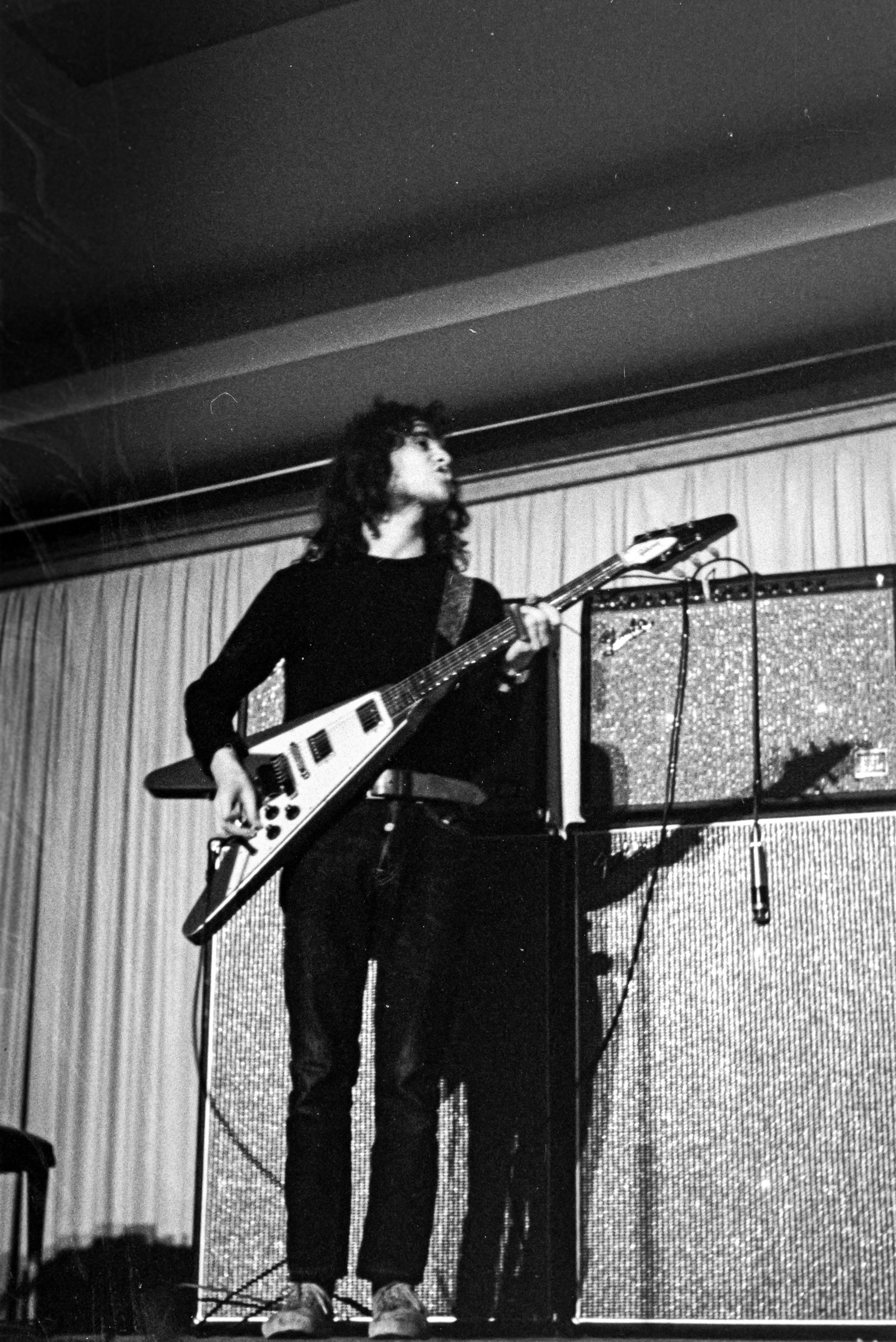
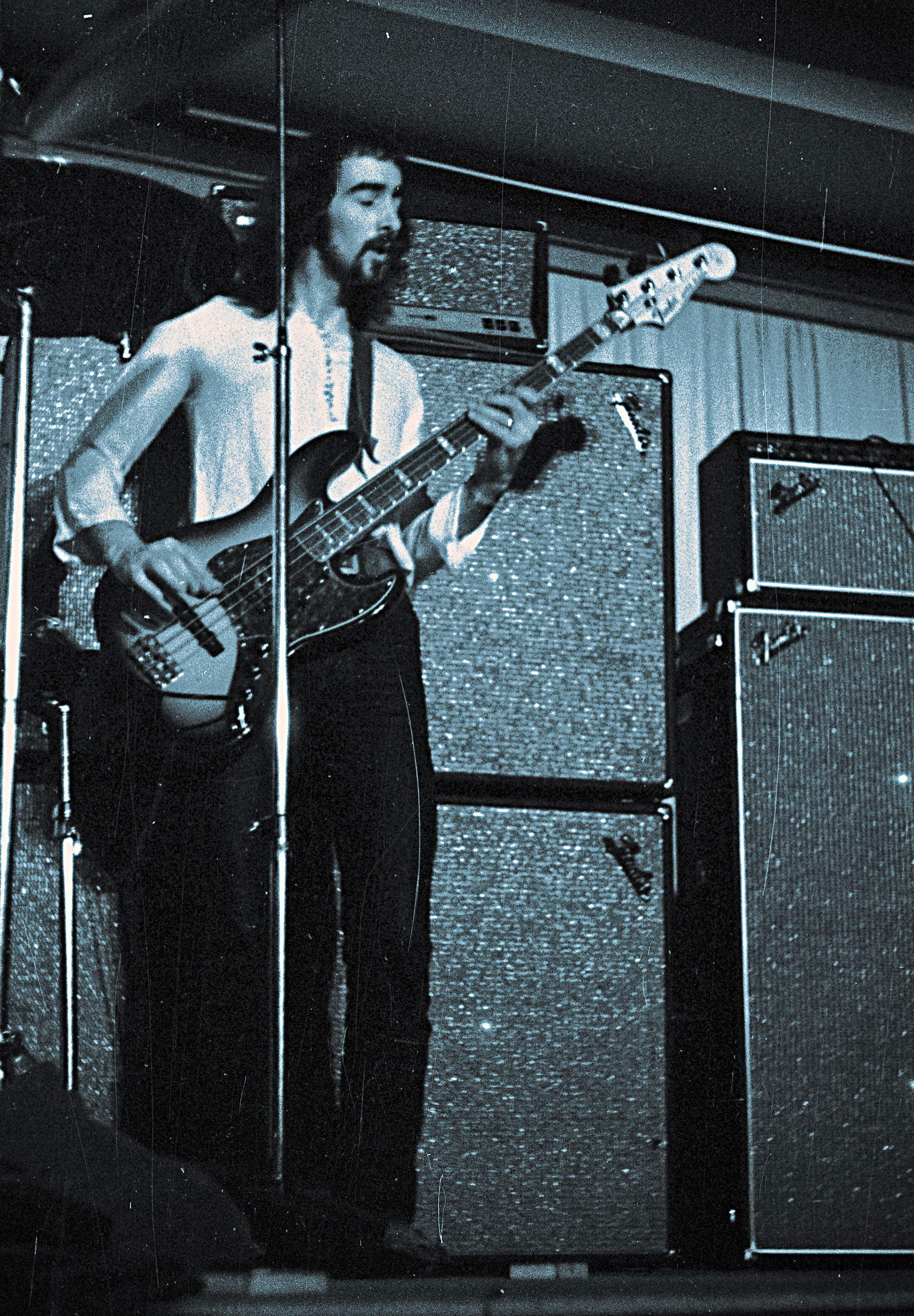
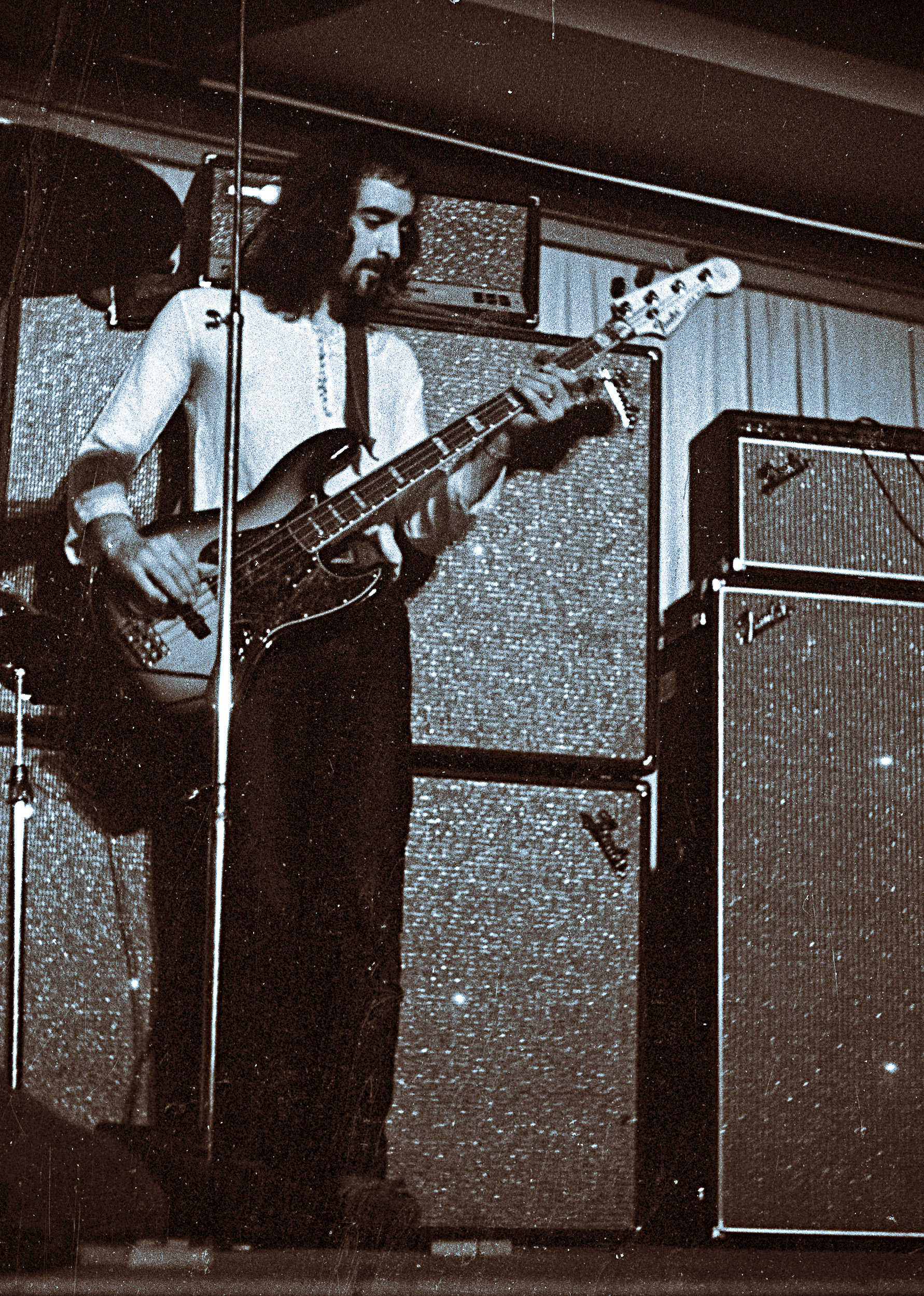
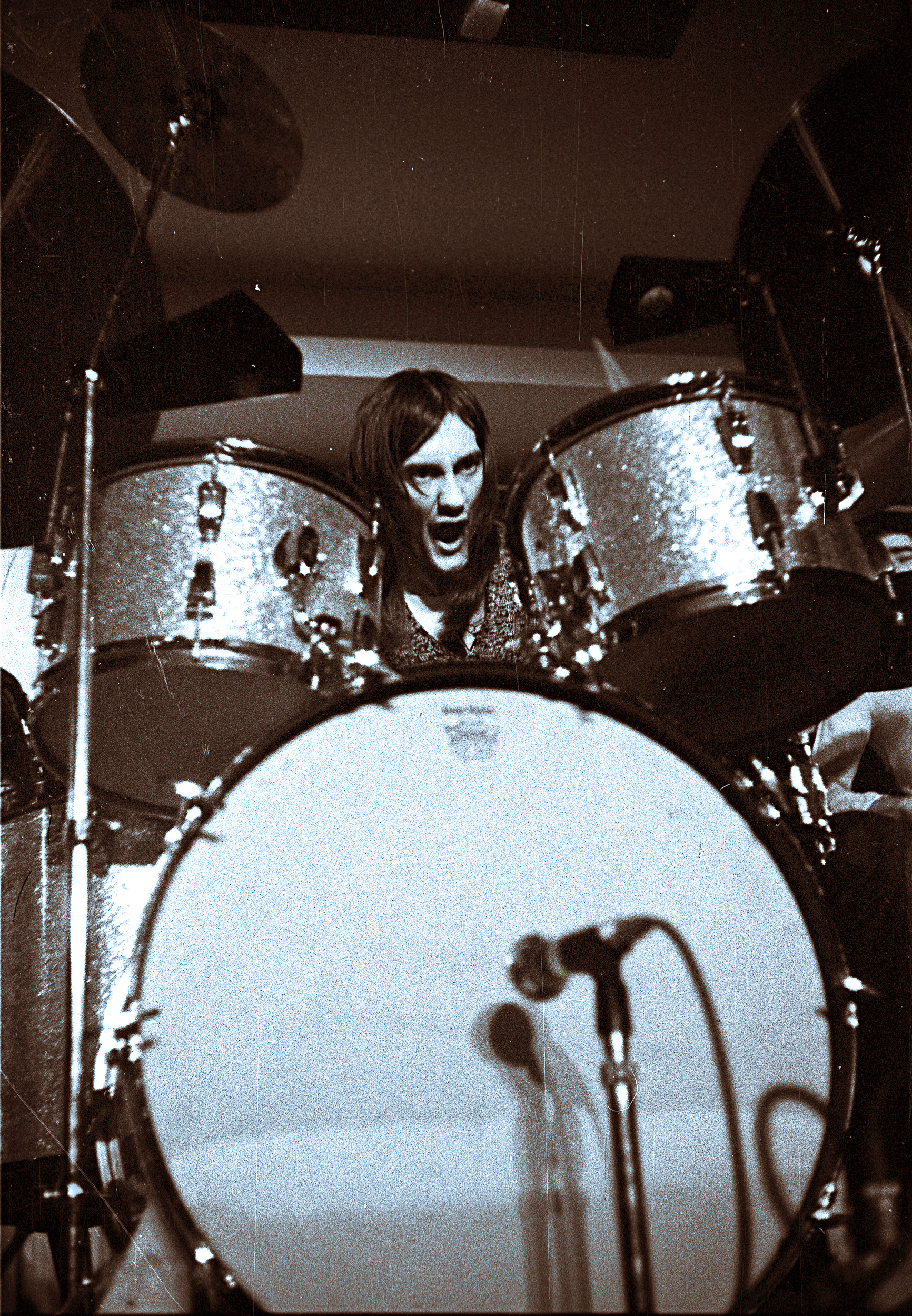
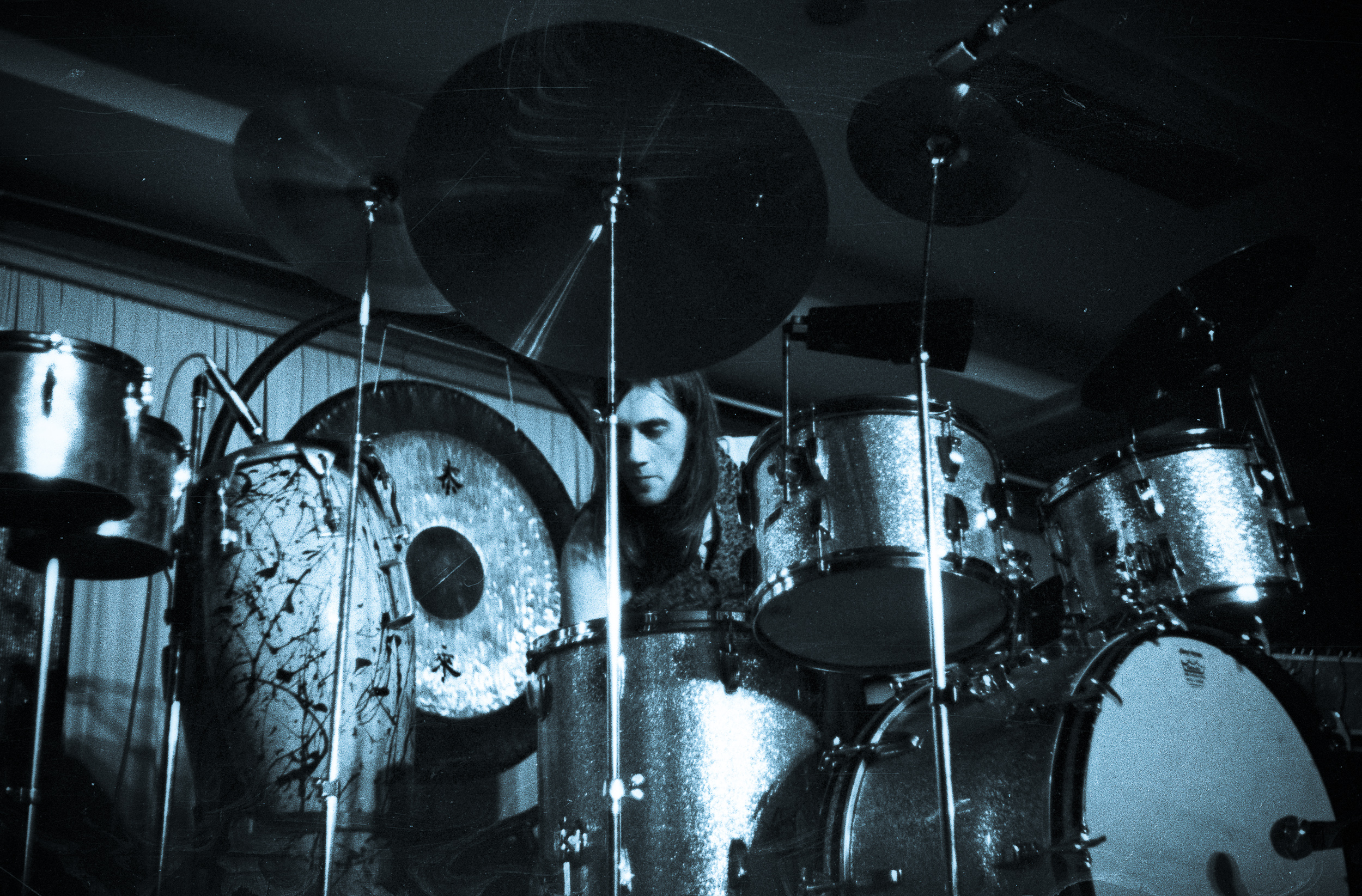
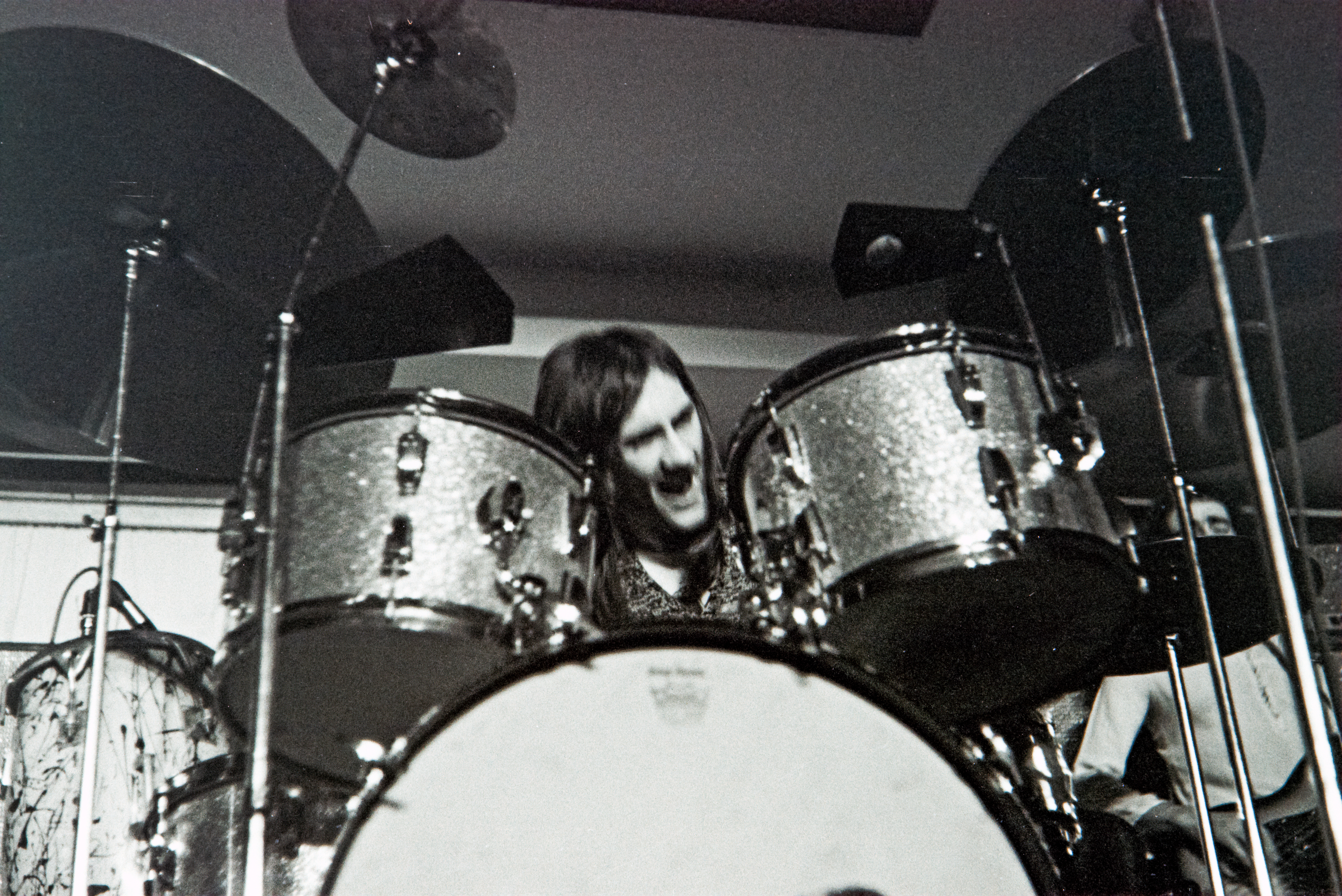
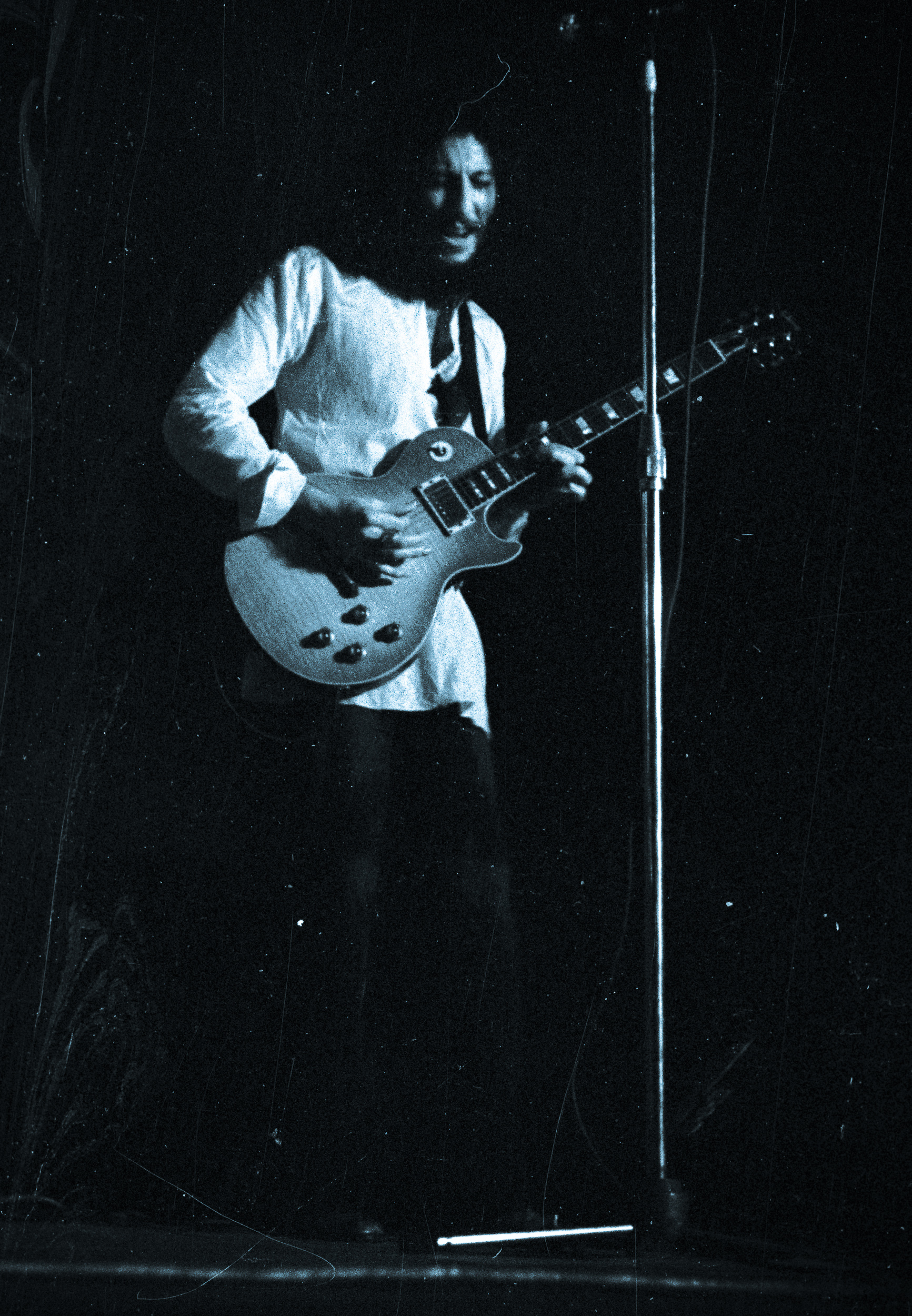
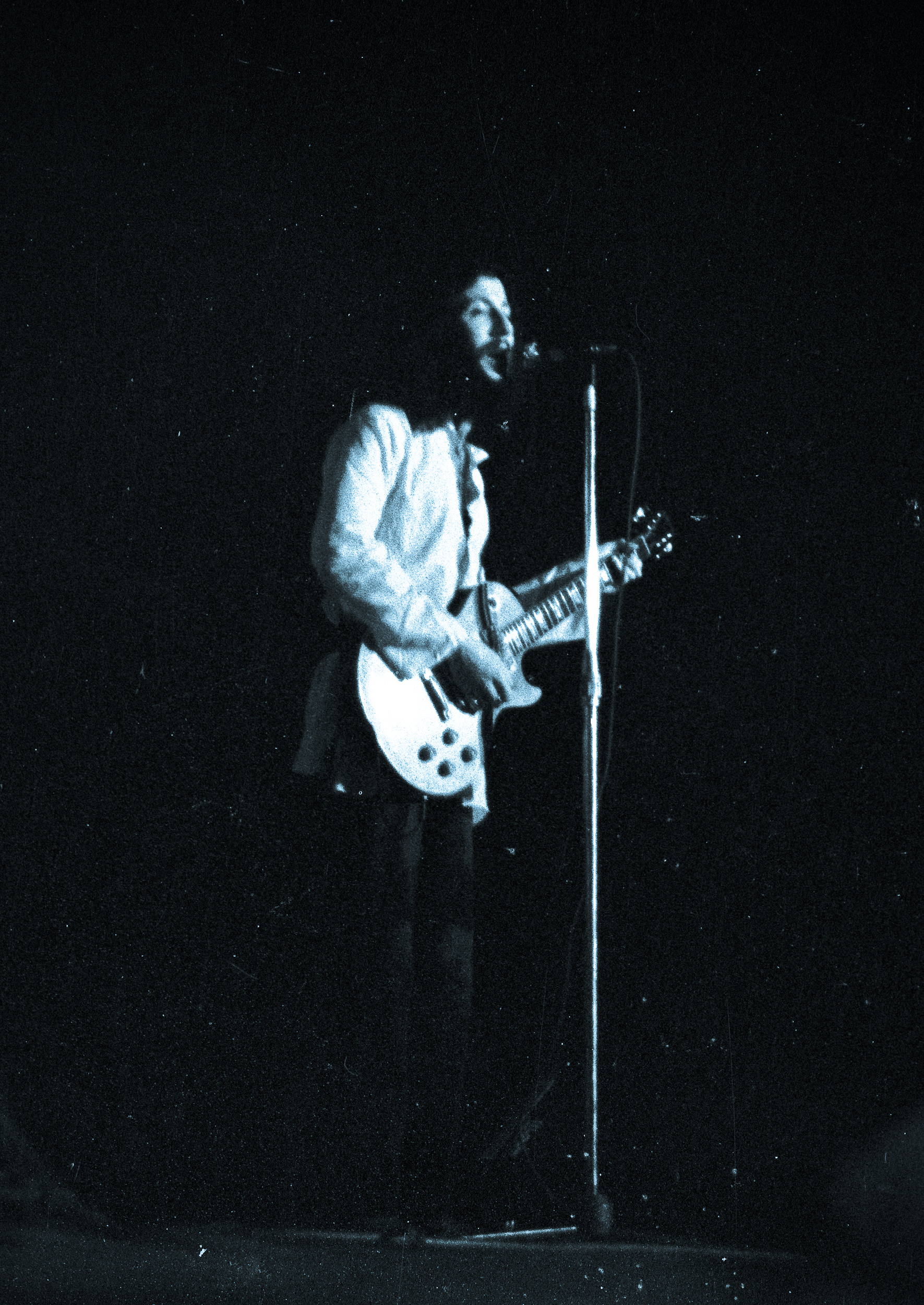
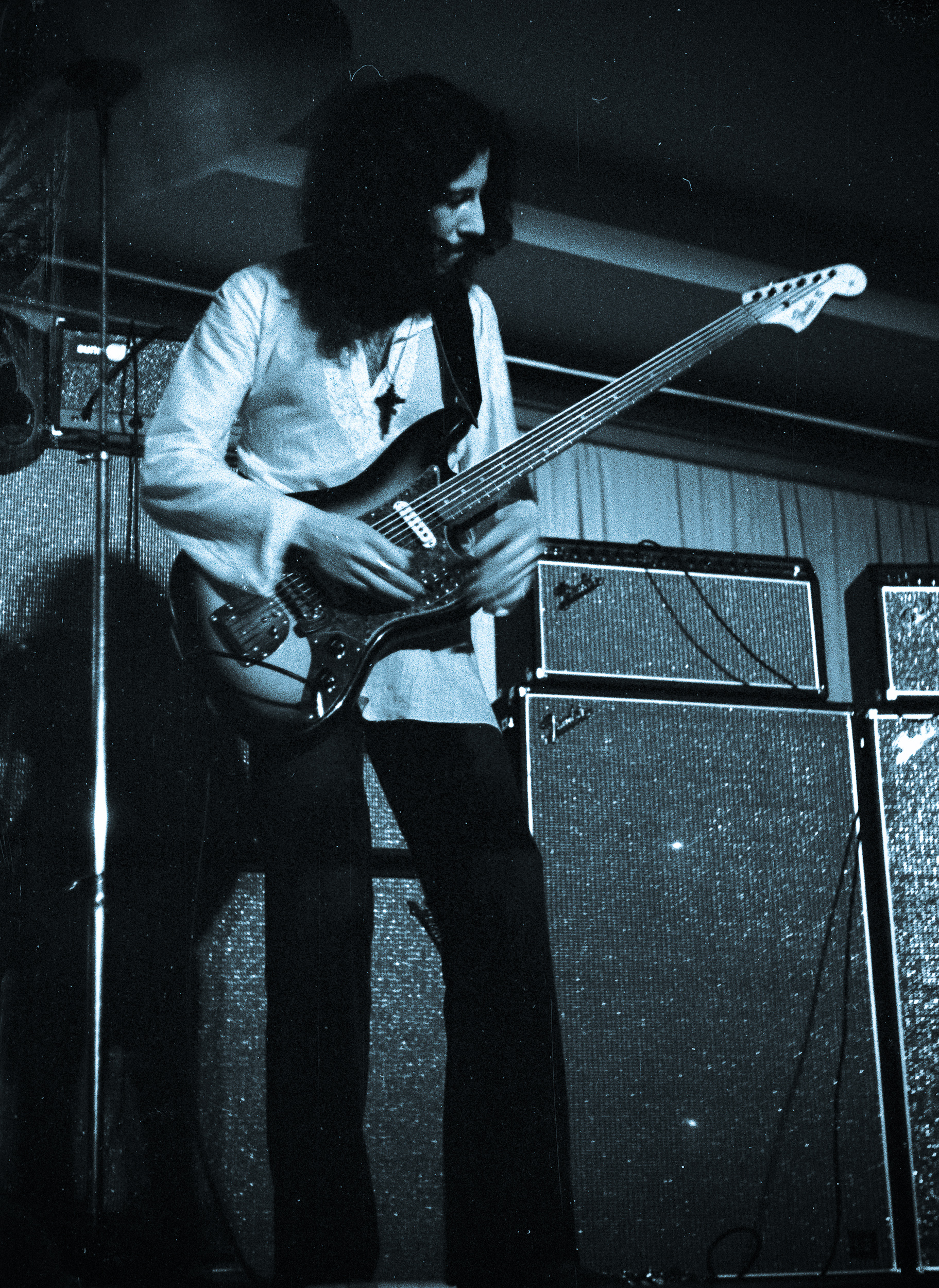